# Ammophila harti
Ammophila harti är en biart som först beskrevs av Fernald 1931.  Ammophila harti ingår i släktet Ammophila och familjen grävsteklar. Inga underarter finns listade i Catalogue of Life.